# Unima
 (juillet 2024).
Unima est une entreprise malgache, basé au Luxembourg spécialisée dans l'aquaculture, la pêche et la commercialisation de crevettes. Créée par Aziz Hassam Ismail, elle exporte ses produits principalement vers la France.

## Histoire
En 1957, les Ismail, une famille d'entrepreneurs originaire d'Inde et installée à Madagascar, reprennent une filature textile. Unima est fondé par Aziz Hassam Ismail en 1965. En 1973, les Ismail diversifient leurs activités industrielles, grâce à l'acquisition de "Les Pêcheries de Nossi-Bé", une entreprise crevettière dont le nom fait référence à Nosy Be, une île située au large de la côte nord-ouest de la Grande Île. Dirigée par Aziz Hassam Ismail, la pêcherie survit aux chocs pétroliers des années 1970, à la politique de nationalisation conduite par Didier Ratsiraka et aux variations à la baisse du prix de la crevette. Il est établi que le siège du groupe est sis au Luxembourg depuis les années 1976-1979, époque à laquelle le régime politique malgache devient la République démocratique malgache, proche du bloc de l'Est et organise la nationalisation de nombreuses entreprises, dont les filiales malgaches du groupe,. Après la fin du régime socialiste, l’État malgache a souhaité investir dans les projets du groupe, responsable de plus de 4000 emplois locaux directs, et possède actuellement des participations.
Au début des années 1990, Unima s'émancipe du groupe familial Cotona, spécialisé dans la production textile. Avec l'ouverture de la ferme Aqualma à Mahajamba, Unima se diversifie de la pêche à la crevette à l'aquaculture crevettière. L'entreprise malgache ouvre, à Besalampy, une deuxième ferme aquacole, cumulant une surface d'exploitation de 1 600 ha. Elle crée des usines de production et de conditionnement d'aliments marins et un centre de développement de géniteurs.
Unima est la première entreprise au monde à développer la domestication de la crevette géante tigrée. En 1998, Amyne H. Ismail, fils du fondateur Aziz Hassam Ismail, prend la direction générale d'Unima,. Il en devient le président-directeur général en 2014.
En 2004, la crevette Unima devient le premier produit alimentaire non-européen à obtenir le Label rouge,. Unima inaugure une usine de cuisson et de conditionnement de crevettes dans le parc d'activités de Landacres, à Boulogne-sur-Mer, en France. La même année, l'entreprise malgache, qui produit entre quatre et cinq mille tonnes de crevettes par an, s'associe avec Urcoopa, un provendier de La Réunion. Dans une zone industrielle du Port, leur projet commun se concrétise en une usine : Nutrima, destinée à fournir des aliments aux animaux d'élevage aquacole.
En 2007, Unima atteint un chiffre d'affaires de soixante millions d'euros, dans un contexte économique où la concurrence internationale (Brésil, Équateur, Vietnam, Thaïlande et Chine) entraîne une baisse du prix de la crevette.
En 2008, pour faire face à la crise financière, Unima se sépare de huit cents de ses 3 500 employés et réduit d'un tiers sa production crevettière en fermant sa ferme aquacole de Besalampy. Celle-ci rouvre fin 2011, puis referme temporairement en 2012 après avoir été touchée par le virus White Spot. En 2014, dans sa ferme de Besalampy, Unima démarre une production de crevettes bio, selon un cahier des charges européen.

### Années 2020
Dans le contexte du Covid-19 suivi d’une forte inflation à Madagascar, Unima continue de développer ses activités économiques ainsi que ses engagements environnementaux et sociaux.
En particulier, en 2020, le groupe fait établir un deuxième bilan carbone plus complet, puisque son périmètre intègre désormais les scopes 1, 2 et 3. Le bilan conclut à une réduction de 35% des émissions de gaz à effet de serre entre 2007 et 2019.
L’année 2021 est marquée par l’ouverture d’une « unité mère-enfant » à Besakoa, prodiguant les soins et prestations d’une maternité.
En 2022, Unima inaugure une nouvelle gamme de produits dite « Sélection ». La même année, le groupe s’engage dans un plan pluriannuel d’objectifs RSE allant jusqu’à 2026, prévoyant notamment la réduction des émissions de gaz à effet de serre induits par les activités du groupe ainsi que des programmes de séquestration de carbone.

## Activités

### La crevette
Unima est une entreprise qui produit principalement des crevettes, dans leur environnement d’origine et naturel, la mangrove de Madagascar. Les fermes aquacoles d’Unima sont certifiées Label Rouge, ce qui implique que les crevettes soient nourries sans OGM et ne soient pas traitées avec des antibiotiques. Elles doivent avoir une période de croissance suffisante, de quatre à six mois (contre soixante jours en moyenne sur le reste du marché). Cela implique qu’elles aient également assez d’espace pour se développer, raison pour laquelle les bassins d’Unima s’étendent sur plusieurs hectares.
La préservation de la mangrove du nord-ouest de Madagascar étant primordiale pour son activité, Unima est engagée depuis 2007 avec le WWF pour sa reconstruction. L'entreprise a ainsi planté plus de 900 000 pieds de palétuviers dans les environs de ses fermes aquacoles. L'entreprise assure également un suivi de l’état de la diversité de la flore de la mangrove, toujours en partenariat avec le WWF.
Ces engagements environnementaux sont de surcroît audités et certifiés par l’organisme Aquaculture Stewardship Council (ASC) dont les critères incluent en particulier la qualité de l'eau, l'approvisionnement responsable en aliments pour animaux, la prévention des maladies ainsi que le bien-être animal. C’est la première ferme africaine à obtenir cette certification, en plus d’être la première ferme de crevettes au monde à obtenir le Label Rouge.
Au-delà du fait que l’activité de pêche d’Unima est très réduite en regard de son aquaculture, elle utilise des chaluts de taille limitée qui ne raclent pas les fonds. De plus, ses bateaux de pêche sont équipés de dispositifs innovants TED (Turtle Excluding Device) et BRD (By-catch Reduction Device) qui permettent d’éviter les captures involontaires de tortues et de poissons divers. Côté aquaculture, l’entreprise a créé depuis le début des années 2000 un centre de domestication ainsi qu’un site de culture de larves de crevettes, dont le but est précisément de contrôler la production et de réduire au maximum le recours aux stocks naturels. Les crevettes grandissent dans des bassins où elles sont 15 à 25 par mètre carré (contre plusieurs centaines par mètre carré dans certains élevages d'Asie).

### Activités terrestres
Unima a sollicité Jean-Marc Jancovici au lancement de son outil de bilan carbone. Ce projet pionnier a obtenu le soutien de l’Agence Française de Développement et du Ministère malgache de l’Agriculture, de l’Elevage et de la Pêche. Une dizaine d’années plus tard, un deuxième bilan plus complet est réalisé à la demande du groupe par Jean-Marc Jancovici. Face à la réduction de 35% des émissions de gaz à effet de serre entre les deux bilans, ce dernier souligne : « Ce n’est pas la situation la plus courante parmi les clients de Carbone 4. Et nous sommes sûrs qu’il reste beaucoup de possibilités d’action ! »,.
Ces résultats sont directement dus à l’optimisation de la production des fermes aquacoles, mais aussi de l’environnement à proximité directe. En plus du replantage de la mangrove, qui peut aussi servir de source d’énergie, une ferme d’anacardiers (les arbres à noix de cajou) a aussi été lancée. Cette plante a le double avantage d’assurer de nouvelles recettes tout en aidant à restaurer les sols stériles. Ainsi, en douze ans, 2,7 millions d'arbres ont été plantés sur près de 1 200 hectares. Des zones de biosécurité ont également été établies sur les sites d'Unima et alentour couvrant une surface d’environ 50 000 hectares.

## Polémiques

### Evasion fiscale
Selon l'exploitation de documents issus des Panama Papers en 2018, Amyne Ismail et son père, dirigeants d'Unima, détiendraient depuis 2000 une société écran établie aux Îles Vierges britanniques. Celle-ci ferait partie d'un réseau de sociétés offshore domiciliées, entre autres, à Monaco et au Luxembourg et entre lesquelles circulent des millions de dollars produits par l'activité industrielle d'Unima,,. Ce montage financier serait susceptible de permettre à Unima d'échapper à la taxation de ses bénéfices, par les services des impôts de Madagascar,,.

### Pratique environnementale
L'élevage de crevettes opéré par la société Unima est généralement salué pour ses pratiques écologiques, cependant, sa méthode de capture de crevettes sauvages le long des côtes malgache suscite la controverse. Le chalutage pratiqué par Unima entre en compétition directe avec les pêcheurs locaux, dont la subsistance dépend de la mer. De plus, Unima utilise des filets traînants le long des fonds marins, une méthode considérée comme préjudiciable par les scientifiques, qui la comparent à l'abattage à blanc d'une forêt marine.

### Pages liées
- Élevage de crevettes
- Élevage des crevettes d'eau douce
- Crevette géante tigrée